# Serial Joe
I Serial Joe sono stati un gruppo musicale alternative metal canadese formatosi nel 1997 a Newmarket, nell'Ontario.

## Storia del gruppo
I Serial Joe nascono nel 1997 dopo che i quindicenni Ryan Dennis (voce), Ryan Stever (chitarra), Jon Davidson (basso) e Dan Stadnicki (batteria) si riuniscono per lavorare all'EP Kicked, che pubblicano nel 1998. Di Skydrow, una delle sei tracce del disco, i quattro realizzano un video, che vincerà il premio come miglior video indipendente ai MuchMusic Video Awards di quell'anno.
Nei successivi tre anni di attività la band pubblica tre album: Face Down (disco di platino in Canada), l'omonimo Serial Joe e (Last Chance) At the Romance Dance. Il loro brano Completely, tratto dal terzo e ultimo album, ha avuto un gran successo in Canada nel 2001, arrivando alla prima posizione delle classifiche dei singoli più venduti.
La band si è sciolta nel 2001, dopo aver avuto dei conflitti con la propria etichetta ed essersi separata da essa nel 2000.
Dopo lo scioglimento, il cantante Ryan Dennis e il chitarrista Ryan Stever hanno fondato una nuova band, gli High Kapitol.

## Formazione
- Ryan Dennis – voce, chitarra
- Ryan Stever – chitarra, cori
- Jon Davidson – basso
- Dan Stadnicki – batteria, cori

## Discografia

### Album in studio
- 1999 – Face Down
- 2000 – Serial Joe...
- 2001 – (Last Chance) at the Romance Dance

### Demo
- 1998 – Kicked

## Premi e riconoscimenti
- MuchMusic Video Awards
  - Miglior video indipendente (1998)
  - Nomination Miglior video rock per Mistake (1999)
  - Miglior video per Deep (2000)
  - Nomination Scelta del pubblico - miglior band canadese (2000)
- YTV Achievement Awards
  - Miglior band (1999)
- Juno Awards
  - Nomination Miglior gruppo esordiente (2000)
- Gemini Awards
  - Nomination Miglior concerto (2000)